# Euphorbia valerianifolia
Euphorbia valerianifolia là một loài thực vật có hoa trong họ Đại kích. Loài này được Lam. mô tả khoa học đầu tiên năm 1788.